# Korthalsella aoraiensis
Korthalsella aoraiensis är en sandelträdsväxtart som beskrevs av Adolf Engler. Korthalsella aoraiensis ingår i släktet Korthalsella och familjen sandelträdsväxter. Inga underarter finns listade i Catalogue of Life.